# Вельгелеген (Парамарибо)
Вельгелеген (нидерл. Welgelegen) — рессорт (коммуна) в Суринаме, находящийся в округе Парамарибо к западу от исторического центра. Площадь — 7 км². Расположен в 6 км от города Парамарибо — столицы Суринама.
Первоначально земли коммуны занимали плантации поселенцев из Нидерландов, разбитые во второй половине XXI века, но позже часть земель была продана потомкам договорных рабов с Индостана. По данным переписи 2012 года население Вельгелегена составило 19 304 человека, в основном потомки выходцев с Индостана, креолы и другие лица смешанного происхождения.